# Château de Labrit
Les vestiges du château de Labrit, dit château d'Albret, se situent sur la commune de Labrit, dans le département français des Landes. Construit en terre et en bois dans les années 1225-1230, il constitue le berceau des seigneurs d'Albret, noble famille gasconne qui, à partir de là, étendra son influence au cours des siècles, jusqu'à l'accession au trône de France de l'un des siens, le roi Henri IV. Le site est classé par les monuments historiques le 27 décembre 1990.

## Présentation
Au fil des siècles, à l'intérieur de l'enceinte, des constructions de bois puis de briques ont été successivement bâties avant d'être abandonnées.
Jusqu'au XVe siècle, l'enceinte abrite exclusivement la résidence du seigneur et ses dépendances : attenante à la chapelle, une petite construction de bois abrite la forge. Le rempart nord est alors détruit et le sol de la basse cour surélevé en certains endroits. La forteresse garde probablement encore un temps un rôle économique : péage, marché, regroupement d'artisans, mais elle n'abrite plus la résidence des seigneurs.
Redécouverte en 1960 par le professeur Jean Bernard Marquette, la motte castrale de Labrit, remarquable de par ses dimensions, est acquise par la municipalité entre 1985 et 1988. Inscrite à l'inventaire supplémentaire des monuments historiques le 19 mars 1988, elle est classée en 1990. À partir de 1992, le site fait l'objet de fouilles archéologiques (resp. Yan Laborie), permettant une meilleure connaissance de l'architecture des fortifications en terre de première génération et du mode de vie de la société rurale, aristocratique et paysanne de la Haute Lande.
Si l'on était sûr il y a quelques années que le site avait été occupé au moins depuis 1127 (dendrochronologie d'un pieu issu du fossé) jusqu'à la première moitié du XVIIe siècle, il n'en va plus de même aujourd'hui. En effet, dans un article paru en 2004, le responsable des fouilles qui ont été menées dans les années 1990 révèle que la chronologie a été revue à la baisse. Ainsi l'édification du castrum des Albret n'aurait été effectuée dans les années 1100 comme estimé initialement, mais dans le courant des années 1225-1230, dans un contexte de resserrement du domaine anglo-gascon sur le Sud-Ouest de la France, après la perte du Poitou et de la Saintonge. Cela signifiait alors pour le duc d'Aquitaine, un point d'appui de plus, venant s'ajouter aux places-fortes de Labouheyre et de Bouricos structurées à la même époque.
Aujourd'hui, la problématique se porte sur la localisation de la première résidence seigneuriale, celle qui a été occupée dès la fin du XIe siècle (moment où les Albret sont attestés de manière certaine dans les cartulaires de la région) jusqu'au début du XIIIe siècle, c'est-à-dire jusqu'au transfert à l'emplacement actuel. L'installation d'un système défensif dans cette partie du fief des Albret a été motivée par le substrat argileux du terrain, alors que la zone est généralement connue pour son sol de sable. Il était ainsi possible de bénéficier d'un matériau acceptable pour ériger des talus solides (murs de terre et mottes) sans que l'érosion provoquée par les pluies ne les fasse s'affaisser. La présence haute de la nappe phréatique justifiait aussi ce choix : non positionné à côté d'un cours d'eau comme la plupart des édifices de ce genre, le château pouvait, malgré tout, bénéficier de conditions suffisantes d'humidité pour voir se remplir automatiquement ses fossés. En revanche, sur ce terrain, on ignore tout d'une éventuelle occupation antérieure. Les vestiges les plus anciens, recouverts aujourd'hui, ont été ceux d'une construction regroupant l'ensemble des bâtiments nécessaires à la vie des châtelains au XIIIe siècle. En dessous, les sondages menés ont révélé un niveau stérile.

## Description
Le castrum de Labrit (castrum de Lebreto) est un site castral de plaine du début du XIIIe siècle qui intègre une motte associée à une vaste basse-cour,.
On peut voir aujourd'hui :
- la motte et les remparts de terre dégagés et mis en valeur ;
- les fossés de ceinture remis en eau ;
- la reproduction en matériaux modernes des vestiges archéologiques du logis seigneurial (le niveau archéologique est plusieurs dizaines de centimètres en dessous, complètement enterré afin de le préserver) :
  - une bâtisse rectangulaire très soigneusement construite à la fin du XIIIe siècle en maçonnerie de grandes briques. Le rez-de-chaussée est vraisemblablement utilisé à l'époque comme réserve. Deux piliers ronds de briques supportaient le sol en plancher de l'étage noble ;
  - à l'intérieur de la chapelle sont découverts les vestiges du moule qui servit à couler la cloche ;
  - dans le puits ont été retrouvés de nombreux objets domestiques et reste organiques témoignant de la vie quotidienne aux XVe et XVIe siècles ;
  - des traces de foyer dans une pièce donnent à penser qu'il s'agissait de la cuisine. Originellement en bois, elle fut ensuite maçonnée[6].

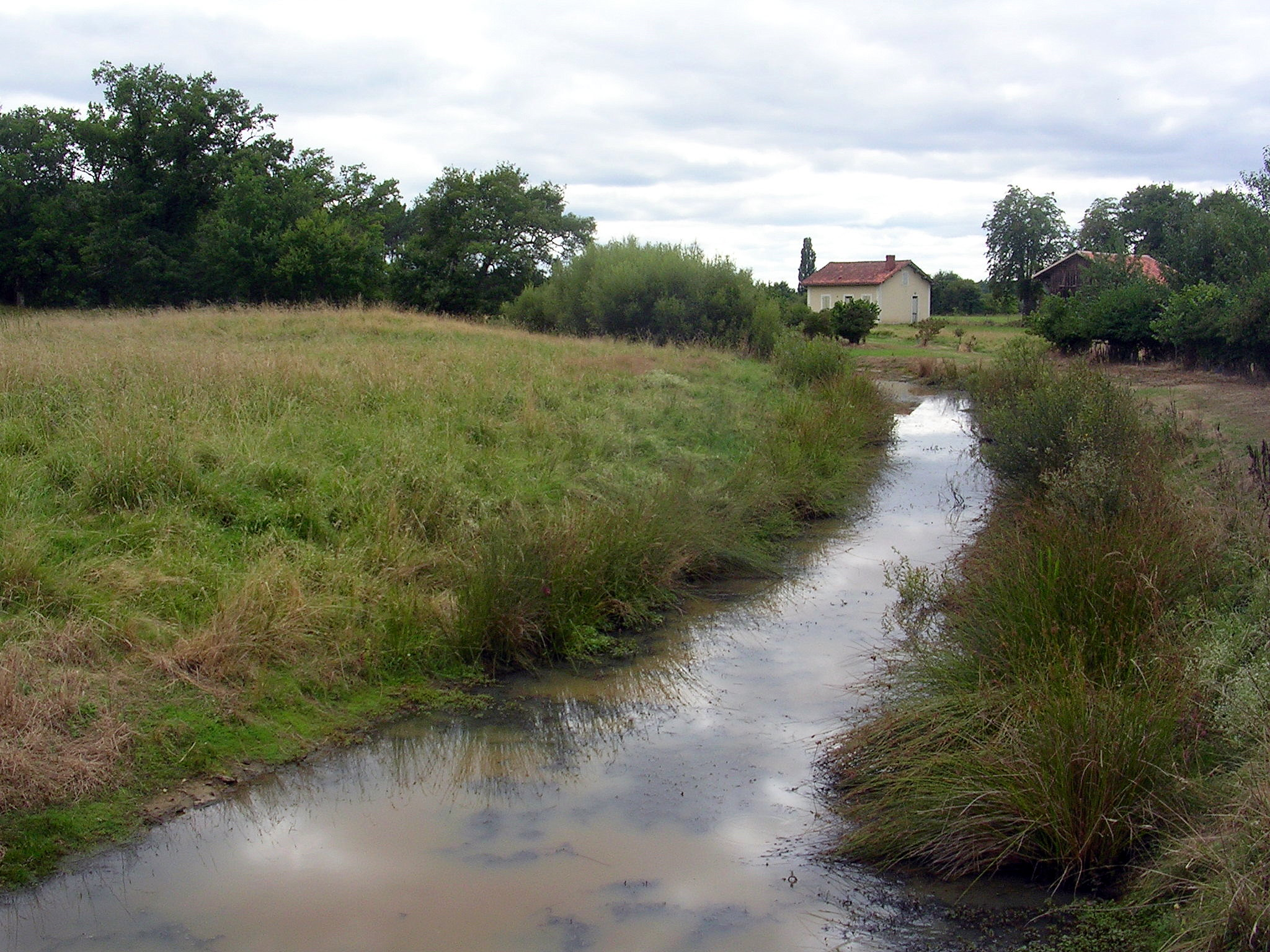
Motte castrale de Labrit.
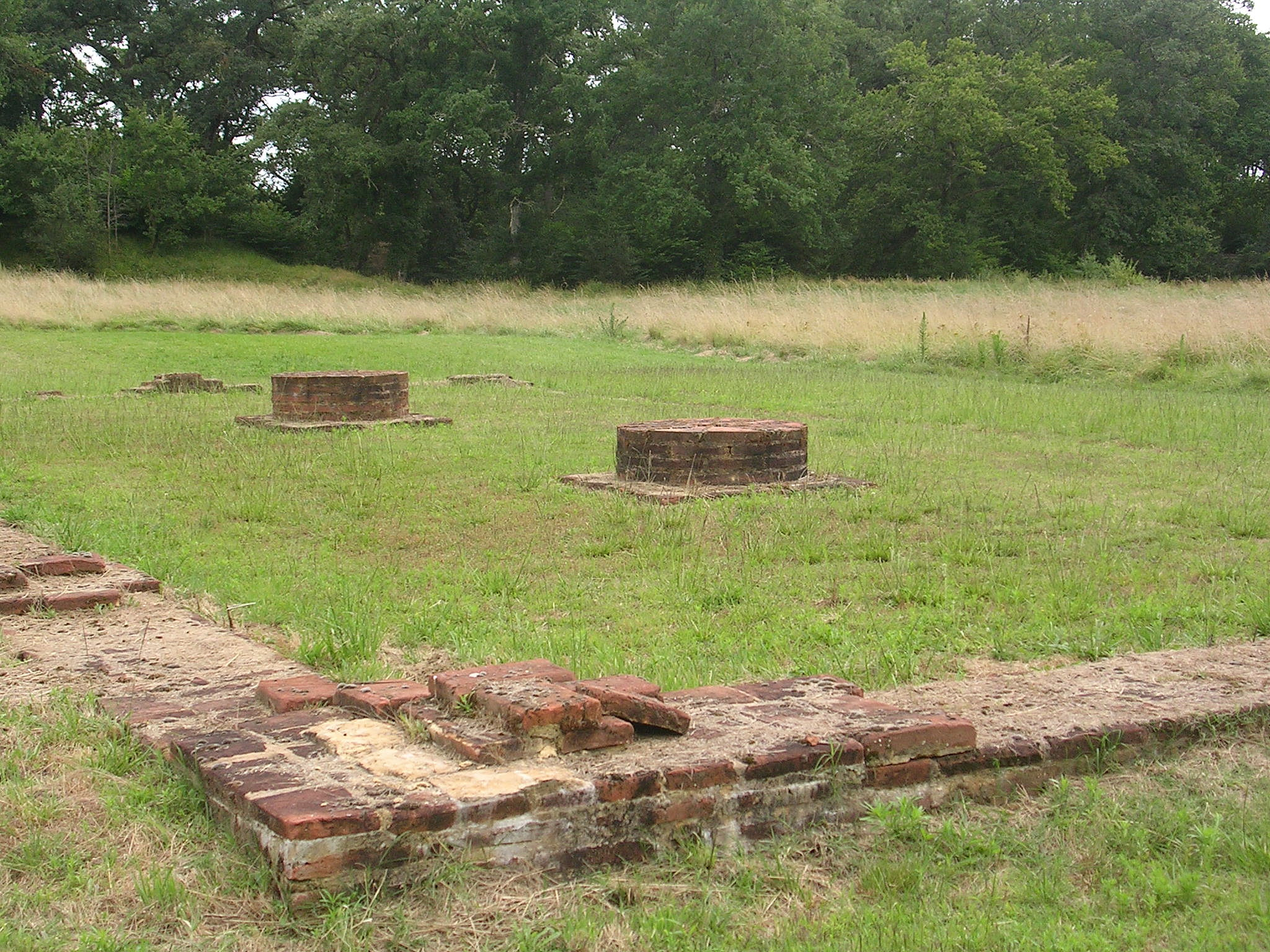
Vestiges du château de Labrit.